# Rupert Obholzer
Rupert Obholzer, född den 27 mars 1970 i Kapstaden i Sydafrika, är en brittisk roddare.
Han tog OS-brons i fyra utan styrman i samband med de olympiska roddtävlingarna 1996 i Atlanta.